# حنانه کیا
حنانه کیا کجوری (۱۶ بهمن ۱۳۷۸ – ۳۰ شهریور ۱۴۰۱)، زن ۲۲ ساله‌ای بود که در خیزش ۱۴۰۱ ایران، با اصابت گلوله نیروهای سپاه پاسداران به پهلویش در نوشهر کشته شد. به گفته یکی از نزدیکان حنانه کیا، او چهارشنبه ۳۰ شهریور ۱۴۰۱ در حالی‌که به دندان‌پزشکی رفته بود و قصد بازگشت به خانه را داشت، بر اثر تیراندازی نیروهای امنیتی به سمت معترضان کشته شد. به او لقب «عروس ایران» داده شده است.

## زندگی
حنانه کیا ۲۳ سال داشت و پیش از به قتل رسیدنش نامزد کرده بود. به همین دلیل پس از کشته شدنش به «عروس ایران» ملقب شد. کیا چهارشنبه ۳۰ شهریور در خیابان ستارخان، در نزدیکی میدان آزادی، نوشهر مورد اصابت گلوله نیروهای نظامی جمهوری اسلامی، به پهلویش قرار گرفت و کشته شد.
روز جمعه ۱ مهر ۱۴۰۱ پیکر او در آرامستان الجواد در بین نوشهر و چالوس به خاک سپرده شد.

## مراسم چهلم
مراسم چهلم او چهارشنبه ۱۱ آبان ۱۴۰۱ در نوشهر برگزار شد. معترضان حاضر در مراسم راهپیمایی خیابانی کرده و شعارهای ضدحکومتی سر دادند. همچنین نیروهای امنیتی همزمان با برگزاری مراسم در نزدیکی منزل خانوادگی او به سمت مردم گاز اشک‌آور شلیک کردند.

## فیلم مستند
فیلم مستندی دربارهٔ کشته‌شدن حنانه کیا توسط شاهین صمدپور ساخته شد. پس از انتشار بخش‌هایی از این فیلم در فضای مجازی، ۲۸ آذر ۱۴۰۱ حساب کاربری اینستاگرام شاهین صمدپور بسته و کانال تلگرام او نیز از دسترس خارج شد. پس از آن فاطمه دانشور، عضو پیشین شورای شهر تهران خبر داد که این مستندساز بازداشت و به زندان اوین منتقل شده است. شاهین صمدپور ۲۸ دی‌ماه ۱۴۰۱ به قید وثیقه آزاد شد.

## واکنش‌ها
- صفحه رسمی وزارت امور خارجه اسرائیل به فارسی در پلتفرم‌های مختلف رسانه‌های اجتماعی خود، با انتشار تصویری از حنانه کیا، نوشت:[۱۵][۱۶]

اگر جمهوری جنایتکار اسلامی به او شلیک نمی‌کرد، حنانه هنوز هم می‌توانست سلفی بگیرد و جوانی کند. راه حنانه و مهسا، پویا و نوید، ادامه خواهد داشت.